# John Neville (3e baron Neville)
Pour les articles homonymes, voir John Neville.
John Neville, 3e baron Neville est un chevalier et pair anglais né vers 1337 et mort le 17 octobre 1388. Il est fait chevalier de la Jarretière en 1369.

## Origines
John est né entre 1337 et 1340 au château de Raby, dans le comté de Durham, fils aîné de Ralph Neville, deuxième baron Neville de Raby et de son épouse Alice Audley, fille de Hugh de Audley et sœur de Hugh Audley, 1er comte de Gloucester et 1er baron Audley (c.1291-1347). John a cinq frères, dont Alexandre Neville, archevêque d'York, et quatre sœurs,.

## Carrière
La carrière publique de Neville est aussi active que celle de son père. Il combat contre les Écossais à la bataille de Neville's Cross le 17 octobre 1346 en tant que capitaine, sous les ordres de son père. Il est adoubé vers 1360 après une escarmouche près de Paris, alors qu'il sert sous Wauthier de Masny. Il guerroie en Aquitaine en 1366.
À la mort de son père le 5 août 1367, il hérite son titre, puis ses terres en Angleterre et en Écosse en octobre.
À partir de 1367, on lui confie de nombreuses missions : en 1368, il est ambassadeur en France,. Il a été fait chevalier de la jarretière en 1369. En juillet 1370, il est nommé amiral des mers du Nord et en novembre de la même année, commissaire chargé de traiter avec Gênes. Il est l'intendant de la maison du roi en 1372. En juillet de la même année, il participe à une expédition en Bretagne. Pendant plusieurs années, il guerroie en Écosse et dans les Marches écossaises, sert à nouveau en Aquitaine en 1373 et 1374.
En 1378, il obtient l'autorisation de fortifier le château de Raby. En juin de la même année, il se rend en Gascogne, où il est nommé gouverneur du château de Fronsac et lieutenant du duché d'Aquitaine. Il y passe plusieurs années et est notamment au nombre de ceux qui lèvent le siège de Mortagne en 1381. À son retour en Angleterre, il est à nouveau nommé gouverneur des Marches. En mai 1383 et mars 1387, lui est confiée la négociation du traité de paix avec l'Écosse. En juillet 1385, il y accompagne le roi Richard II,.
John Neville meurt à Newcastle upon Tyne le 17 octobre 1388. Dans son testament, il demandé à être inhumé aux côtés de sa première épouse Maud, dans la cathédrale de Durham. Son fils aîné, Ralph Neville, 1er comte de Westmorland, lui succède,.

## Mariages et descendance
John Neville s'est marié deux fois :

Armes de Percy : d'or au lion rampant d'azur.

- Avant 1362, à Maud Percy (morte avant le 18 février 1379), fille de Henry de Percy, deuxième baron Percy d'Alnwick dans le Northumberland et de son épouse Idoine de Clifford, fille de Robert de Clifford, premier baron de Clifford. Le couple a deux fils et cinq filles[5],[6] :
  - Ralph Neville, 1er comte de Westmorland (c.1364-1425), fils aîné et héritier ;
  - Thomas Neville, 5e Baron Furnivall, qui épouse Joan Furnival ;
  - Alice Neville, qui épouse William Deincourt, 3e baron Deincourt ;
  - Maud Nevile ;
  - Idoine Neville ;
  - Eleanor Neville, qui épouse Ralph de Lumley, 1er baron Lumley ;
  - Elizabeth Neville, religieuse.

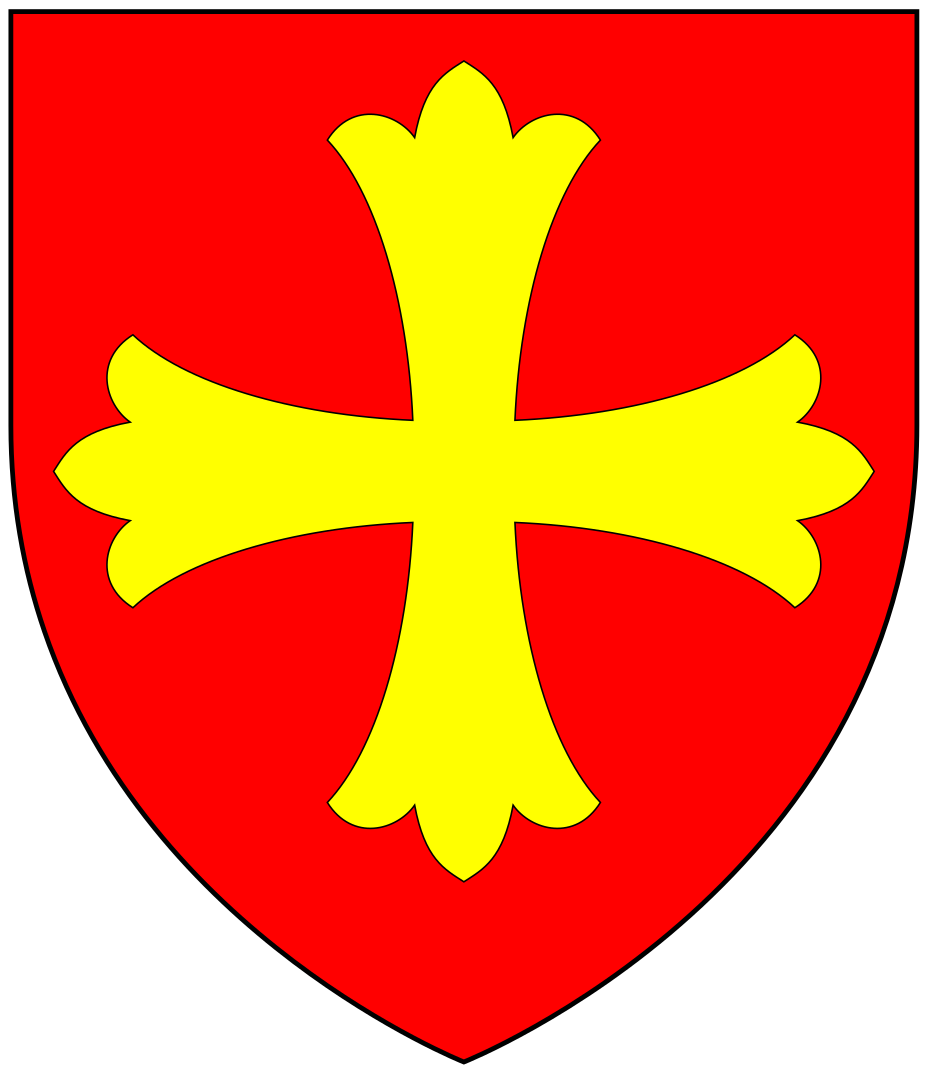
Armes de Latimer : de gueules à la croix patonnée d'or.

- avant le 9 octobre 1381, à Elizabeth Latimer (morte le 5 novembre 1395), fille et héritière de William Latimer, 4e baron Latimer, qui se remarie avec Robert Willoughby, 4e baron Willoughby. de Eresby (c.1348-50 - 9 août 1396)[5],[4],[7]. Le couple a un fils et une fille[5],[8] :
  - John Neville, 6e baron Latimer (c.1382 - 10 décembre 1430), qui épouse Maud Clifford, fille de Thomas de Clifford, 6e baron de Clifford (sans enfant)[9] ;
  - Elizabeth Neville qui, avant le 27 mai 1396, épouse Thomas Willoughby avant le 27 mai 1396 (décédé peu de temps avant le 20 août 1417), fils de Robert Willoughby, quatrième baron Willoughby de Eresby, dont elle a un enfant, John Willoughby (environ 1400 - 24 février 1437)[10].